# لورا نايت
السيدة لورا نايت حاصلة على رتبة الإمبراطورية البريطانية «السيدة القائد»، وعضو في الأكاديمية الملكية للفنون وفي الأكاديمية الملكية للألوان المائية. (الاسم عند الولادة جونسون؛ 4 أغسطس 1877- 7 يوليو 1970). كانت فنانة إنجليزية استخدمت الألوان الزيتية والمائية، ومارست تقنية الحفر بالحمض والنحت والحفر الإبري. انتسبت نايت للمدرسة الصورية والواقعية واعتنقت كذلك الانطباعية الإنجليزية. كانت من بين أكثر الرسامين نجاحًا وشعبية في بريطانيا خلال حياتها المهنية المديدة. مهد نجاحها في المؤسسة الفنية البريطانية التي يهيمن عليها الذكور، الطريق لمكانة أعظم واعتراف أكبر بالفنانات الإناث.
مُنحت نايت لقب سيدة في عام 1929، وأصبحت في عام 1936 ثاني امرأة تُنتخب لعضوية كاملة في الأكاديمية الملكية. كان معرضها الكبير الاسترجاعي في الأكاديمية الملكية في عام 1965 أول معرض يُقام لامرأة. اشتهرت نايت بالرسم وسط عالم المسرح والباليه في لندن، وبكونها فنانة حربية عايشت الحرب العالمية الثانية. كانت نايت مهتمة للغاية ومتأثرة بالمجتمعات المهمشة والأفراد، بما في ذلك شعب الغجر ولاعبي السيرك.

## سيرة حياتية

### حياتها المبكرة
ولدت لورا جونسون في لونغ إيتون، ديربيشاير، وهي الابنة الصغرى بين بنات تشارلز وشارلوت جونسون الثلاث. هجر والدها الأسرة بعد فترة وجيزة من ولادتها، فنشأت نايت وسط مشاكل مالية. امتلك جدها مصنعًا للدانتيل، لكن ظهور التقنيات الجديدة أدى إلى خسارة هذه التجارة. كان لدى العائلة صلات مع أقارب في فرنسا الشمالية، يعملون أيضًا في صناعة الدانتيل، وفي عام 1889 أُرسلت نايت إليهم بنيّة دراسة الفن ضمن مشغل باريسي. أُجبرت نايت على العودة إلى إنجلترا بعد قضائها فترة بائسة ضمن المدارس الفرنسية، بسبب إفلاس أقاربها الفرنسيين.
درّست والدتها شارلوت جونسون بدوام جزئي في مدرسة نوتنغهام للفنون، وتمكنت من تسجيل نايت «كطالبة متدربة» هناك دون دفع أي رسوم، وكان عمر نايت حينها 13 عامًا. عندما أصبحت نايت في سن الخامسة عشرة ولا تزال طالبة، تولت مهام التدريس عن والدتها عندما شُخصت إصابة الأخيرة بالسرطان وأنهكها المرض للغاية. فازت لورا لاحقًا بمنحة دراسية وبالميدالية الذهبية في مسابقة الطلاب الوطنية التي أقامها متحف جنوب كنسينغتون آنذاك. استمرت لورا في إعطاء الدروس الخاصة بعد مغادرتها مدرسة الفنون. تُركت لورا وشقيقتها إيفانجلين أغنيس، المعروفة باسم سيسي، للعيش بمفردهما مع القليل من المال، بعد وفاة كل من والدتهما وشقيقتهما نيلي وجدتيهما. التقت لورا في مدرسة الفنون بواحد من أكثر الطلاب الواعدين، يدعى هارولد نايت، الذي كان يبلغ من العمر آنذاك 17 عامًا، وقررت أنّ أفضل طريقة للتعلم هي نسخ تقنية هارولد. أصبحا صديقين وتزوجا في عام 1903.

### ستيتس ولارين
زار الثنائي قرية ستيتس في عام 1894 لقضاء العطلة، وهي قرية صيد على ساحل يوركشاير. سرعان ما عادا بعدها برفقة أختها إيفانجلين أغنيس للعيش والعمل هناك. رسمت لورا سكان قرية الصيد تلك والمزارع المحيطة مظهرة معاناة وفقر الحياة. أجرت لورا استقصاءات من أجل لوحاتها ونفّذت لوحات بالألوان المائية، وعادة ما رسمت بدرجات كامدة وظليلة. كان نقص الماديات لشراء المواد باهظة الثمن سببًا في إنتاجها لقليل من اللوحات الزيتية حينها. جلس الأطفال المحليون من أجلها كي ترسمهم مقابل دريهمات قليلة، ما منحها فرصة لتطوير تقنية الرسم الصوري الخاص بها. كانت أعمالها الموضوعية والمناظر الطبيعية أقل نجاحًا في ذلك الوقت. على الرغم من أنها رسمت في الهواء الطلق، على مستنقعات وأراضٍ مرتفعة في ستيتس، إلا أنها لم تعتبر نفسها نجحت في تحليل هذه الاستقصاءات وترجمتها إلى أعمال فنية مكتملة الإنجاز. استذكرت لاحقًا:
«على الرغم من أن الاستديو الخاص بي غالبًا ما كان يُدفّأ بحرق اللوحات والرسومات، إلا أنني لست نادمة على كل الأعمال التجريبية التي أُنجزت ودُمرت. كانت قرية ستيتس موضوعًا كبيرًا جدًا بالنسبة لطالب لم ينضج فنيًا بعد، لكن عملي هناك طوّر لدي ذاكرة بصرية وضعتني في مكان جيد منذ ذلك الحين».
تزوجت لورا جونسون من هارولد نايت في عام 1903، وقاما برحلتهما الأولى إلى هولندا في عام 1904. أمضيا هناك ستة أسابيع من ذلك العام وستة أشهر من عام 1905. زارا جماعة الفنانين في لارين، التي كانت عبارة عن مجموعة من أتباع مدرسة لاهاي للفنانين الذين كانوا يرسمون في المجتمعات الريفية النائية منذ خمسينيات القرن التاسع عشر. قام الزوجان نايت برحلة ثالثة إلى لارين في عام 1906 قبل أن يمضيا ذلك الشتاء في يوركشاير.

### كورنوال
انتقل الزوجان نايت في أواخر عام 1907 إلى كورنوال، وأقاما بداية في نيولين قبل انتقالهما إلى قرية لمرنا (كورنوال) المجاورة. أصبح الزوجان نايت إلى جانب لامورنا بيرش وألفريد مانينغز، شخصيات مركزية ضمن جماعة الفنانين المعروفة باسم مدرسة نيولين. مع حلول شهر مارس من عام 1908، كان كلاهما قد عرض أعمالًا في معرض نيولين للفنون وكان هارولد نايت رسام بورتريه محترف، بينما كانت لورا نايت لا تزال تطور من فنها. وجد الزوجان نايت نفسيهما في نيولين ضمن مجموعة من الفنانين الاجتماعيين والحيويين، ما بدا أنه سمح للجوانب الأكثر حيوية وديناميكية من شخصية لورا بالظهور إلى الواجهة.
أمضت لورا نايت صيف عام 1908 في العمل على الشواطئ في نيولين لإجراء استقصاءات عن لوحتها الكبيرة التي تجسد أطفالًا في ضوء الشمس الساطع. عُرضت لوحة الشاطئ في الأكاديمية الملكية في عام 1909، واعتُبرت نجاحًا عظيمًا، فقد أظهرت هذه اللوحة الأسلوب الانطباعي لرسم لورا أكثر مما عُرض سابقًا في أعمالها. في هذا الوقت تقريبًا، بدأت لورا رسومات للنساء في الهواء الطلق، بطريقة الرسم في العراء، غالبًا على الصخور أو قمم الجروف حول لامورنا. استخدم الزوجان نايت أحيانًا موديلات من لندن مجهزات للوقوف عراة من أجل رسمهن. على الرغم من وجود بعض الاستياء محليًا من هذا الأمر، إلا أن مالك الأرض، الكولونيل بينتر من بوسكينا، كان داعمًا بالكامل وسمح لنايت ولفنانين آخرين بإطلاق العنان. اكتملت لوحة بنات الشمس، التي أظهرت العديد من النساء، بعضهن عاريات، يجلسن على خليج ساحلي، في عام 1911 ولقيت احتفاء جيدًا عند عرضها في الأكاديمية الملكية. وهي الآن معروفة فقط من خلال الصور الفوتوغرافية، ولكنها اعتُبرت حينها تحديًا للمواقف السائدة تجاه العري الأنثوي وأثارت جدلًا معتبرًا عند تضمينها في معرض الجولات. تعرضت اللوحة لأضرار بالغة خلال الحرب العالمية الأولى وخُرّبت في النهاية بفعل العفن. حققت نماذج من رسومات نايت في الهواء الطلق في كورنوال أسعارًا عالية في المزاد.
عمل آخر رسمته نايت في ذلك الوقت هو الريشة الخضراء الذي أعيدت صياغته بسبب تغير الطقس، في الهواء الطلق وخلال يوم واحد. يُظهر هذا العمل الموديل دولي سنيل في فستان سهرة زمردي مع قبعة بريشة كبيرة. أرسلت نايت اللوحة إلى معرض دولي أقيم في معهد كارنيج في بيتسبيرغ، ليبتاعها المعرض الوطني الكندي مقابل 400 جنيه إسترليني. بدأت نايت رسم اللوحة الكبيرة لامورنا بيرش وابنتاه في عام 1913، في موقع غابة ضمن وادي لامورنا، لكنها أبقت اللوحة غير مكتملة في الاستديو الخاص بها حتى أكملتها أخيرًا في عام 1934، في العام نفسه الذي انتخب فيه بيرش لعضوية كاملة في الأكاديمية الملكية.